# Valeria Maximilla
Valeria Maximilla était une impératrice de Rome et femme de l’empereur Maxence.

## Biographie
Elle était la fille de l’empereur Galère et de sa première femme dont le nom ne nous est pas parvenu. Elle épousa Maxence à une date inconnue autour de 293. Ce mariage était probablement une tentative de rapprochement entre les familles de Galère et de Maximien Hercule, père de Maxence et empereur d’Occident. Elle eut deux fils. Le premier Valerius Romulus est né aux environs de 294 et le nom du deuxième n’est pas connu mais pourrait être Aurelius Valerius qui fut exécuté en 312. En tant que fille d’empereur, elle portait le titre de nobilissima femina.
Son mari fut acclamé empereur en octobre 306 en dépit de la volonté du père de Valeria  qui tenta de renverser l’usurpateur en 307 mais sans succès. Maxence demeura à la tête de Rome, de l’Italie et de l’Afrique jusqu'en 312. Romulus, le fils de Valeria, mourut en 309. En 312, Constantin envahit l’Italie. Valeria et son mari sont ensemble avant la Bataille du pont Milvius mais elle tombe dans l’anonymat par la suite. On ne sait pas ce qu’il advint d’elle.

## Sources
- (en) Cet article est partiellement ou en totalité issu de l’article de Wikipédia en anglais intitulé « Valeria Maximilla » (voir la liste des auteurs).